# Leyes del buen samaritano

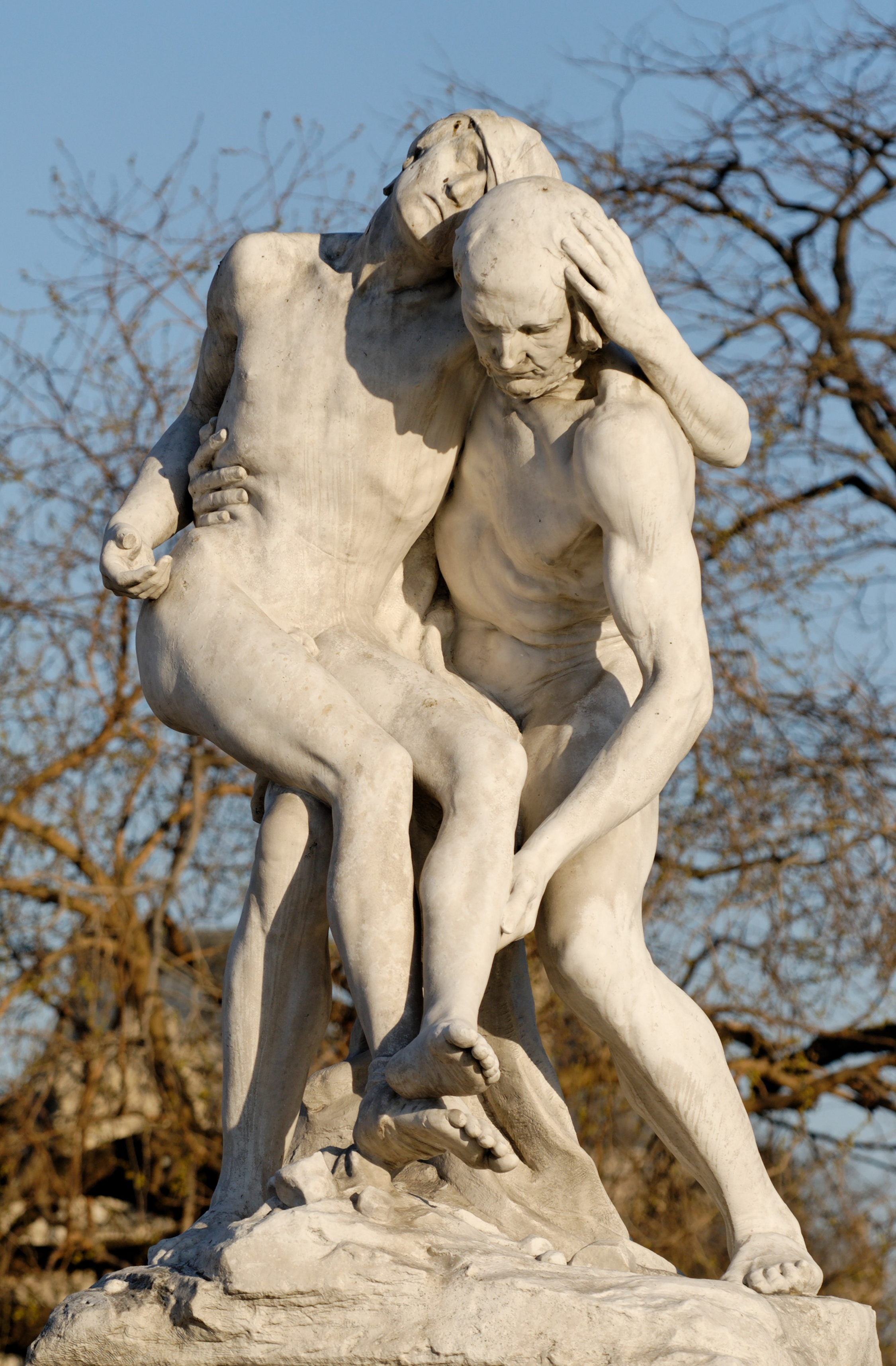
Estatua de François-Léon Sicard representando el Buen Samaritano ayudando un viajero herido

Las leyes del buen samaritano son leyes o actos para la protección legal de aquellos que eligen servir y atender a otros que están heridos o enfermos. Están destinados a animar a las personas para asistir, sin miedo a ser demandados o juzgados por lesiones no intencionales o muerte por negligencia. En Canadá, la doctrina de un buen samaritano es un principio jurídico que preserva toda persona que voluntariamente ha ayudado a una víctima en peligro de demanda judicial. Su propósito es evitar que la gente dude en ayudar a un desconocido en necesidad, por temor a repercusiones legales si se produjera algún error en la asistencia.
Las leyes del Buen Samaritano varían de una jurisdicción a otra, al igual que sus interacciones con otras personas jurídicas de diferentes principios, tales como el consentimiento, la patria potestad y el derecho a rechazar el tratamiento. Estas leyes generalmente no se aplican a los médicos profesionales o a la carrera de asistentes de emergencias en el puesto de trabajo, pero algunos amplían la protección a rescatadores profesionales cuando están actuando en calidad de voluntario.
Los principios contenidos en leyes del Buen Samaritano operan más típicamente en países en los cuales el fundamento del ordenamiento jurídico es el Derecho Común Inglés, como Australia. En muchos países se utiliza el derecho civil como base de sus sistemas jurídicos, el mismo efecto jurídico es más típicamente logrado usando un principio del deber de rescatar.
Las leyes del Buen Samaritano toman su nombre de una parábola contada por Jesús comúnmente conocida como la parábola del Buen Samaritano, que se encuentra en Lucas 10:25-37. Relata la ayuda dada por uno de los viajeros (de la zona conocida como Samaria) a otro viajero de una tierra de religión y ética diferente quien había sido golpeado y robado por los bandidos.

## Estados Unidos
Los detalles de las leyes y actos de un buen samaritano en distintas jurisdicciones varían, incluyendo quién está protegido de la responsabilidad y en qué circunstancias. No todas las jurisdicciones brindan protección a los laicos, en estos casos, solo la protección del personal capacitado, como médicos o enfermeras.

## Panamá
La Ley del Buen Samaritano en Panamá, oficialmente conocida como Ley 57 de 2016,reglamentada por el Decreto Ejecutivo 346, del 26 de diciembre de 2017, protege a quienes brindan ayuda en situaciones de emergencia, liberándolos de responsabilidad legal por daños y perjuicios causados a la persona asistida, siempre que la ayuda se ofrezca de buena fe y sin ánimo de lucro. Esta ley busca fomentar la asistencia en emergencias al reducir el temor a ser demandado por errores involuntarios durante la atención.

## Las características comunes
En algunas jurisdicciones, a menos que una relación provisional (como un padre-hijo o de la relación médico-paciente) es anterior a la enfermedad o lesión, o el "Buen Samaritano" es responsable de la existencia de la enfermedad o lesión, ninguna persona tendrá que dar ayuda a la víctima. Los estatutos del Buen Samaritano en los estados de Minnesota y Vermont requieren de una persona en la escena de una emergencia para proporcionar una asistencia razonable a una persona necesitada. Esta asistencia puede ser convocada. La Violación del derecho a asistir a la subdivisión es un delito menor en Minnesota y puede merecer una multa de hasta $ 100 en Vermont. Al menos otros cinco estados, incluyendo California y Nevada, han considerado seriamente añadir impuestos para ayudar a las subdivisiones con sus estatutos de la ley del buen samaritano. New York prevé la inmunidad para los que colaboran en una emergencia.
Las disposiciones del Buen Samaritano no son de aplicación universal. El principio jurídico de peligro inminente también podría aplicarse. En ausencia de peligro inminente, las acciones de un socorrista pueden ser percibidas por los tribunales por ser imprudentes y no dignos de protección. Para ilustrar, una colisión de vehículos de motor se produce, pero no hay fuego, no amenaza la vida inmediata de las lesiones, y no hay peligro de una segunda colisión. Si el «buen samaritano» elige "rescatar" a la víctima de los restos, causando parálisis o alguna otra lesión, un tribunal podrá decidir que leyes del Buen Samaritano no se aplican porque la víctima no estaba en inminente peligro y mantener las acciones del salvador como "imprudente" e innecesaria. Véase también, la decisión de la Corte Suprema de California Van Horn vs Torti, el 18 de diciembre de 2008, con patrón de comportamiento similar y limitación de la protección al personal médico prestando asistencia médica.)
Cualquier ayuda de primeros auxilios no debe ser a cambio de una recompensa o compensación financiera. Como resultado, los médicos profesionales no suelen estar protegidos por leyes del Buen Samaritano, cuando realizan los primeros auxilios en relación con su empleo. Ciertos estados hacen disposiciones específicas para los profesionales de personal médico en calidad de voluntarios y para los miembros de los escuadrones de rescate de voluntarios que actúan sin expectativa de una compensación financiera.
Si un socorrista comienza a proporcionar ayuda, no debe dejar la escena hasta que sea necesario convocar la ayuda médica necesaria, un socorrista de igual o mayor capacidad se hace cargo, o continúa prestando ayuda al desprotegido. El socorrista no es jurídicamente responsable de la muerte, desfiguración o incapacidad de la víctima, siempre y cuando el socorrista actuó racionalmente, de buena fe y de acuerdo con su nivel de formación.

## Consentimiento
El socorrista no debe cometer asalto o agresión por prestar ayuda a un paciente sin el consentimiento del paciente (o del tutor legal del paciente cuando el paciente es menor de edad), salvo en los casos en que la obtención del consentimiento del paciente o tutor no es posible. Todos los "buenos samaritanos" deberán indicar su nivel de formación si, están previamente capacitados, y si ninguno de los padres, tutor o pariente está presente para dar su consentimiento, o si la víctima está inconsciente, el consentimiento es implícito.

### Consentimiento tácito
El consentimiento puede ser tácito, si el paciente está inconsciente, delirante, ebrio o se considere en incapacidad mental para tomar decisiones relativas a su seguridad o si el socorrista tiene una creencia razonable de que se trataba como tal, los tribunales tienden a ser muy indulgentes, al fallar en esto, bajo la ficción jurídica de que el "peligro invita a rescatar" (como en la doctrina de rescate). La prueba en la mayoría de las jurisdicciones es la del promedio, una persona razonable". Para ilustrar esto, sería el promedio, una persona razonable en cualquiera de los estados descritos anteriormente su consentimiento para recibir asistencia en estas circunstancias, si él o ella fuera capaz de hacer su propia decisión?
El consentimiento también puede ser tácito si el padre o tutor legal no es inmediatamente accesible y el paciente no es considerado un adulto.

## Consentimiento de los padres
Si la víctima es menor de edad, el consentimiento debe provenir de un padre o tutor. Sin embargo, si el padre o tutor legal está ausente, inconsciente, delirante o intoxicado, el consentimiento es implícito. Una respuesta automática no está obligada a retener el tratamiento que salva vidas (por ejemplo, RCP o la maniobra de Heimlich) de un menor de edad si el padre o tutor no da su consentimiento. El padre o tutor se considera entonces descuidado, y el consentimiento para el tratamiento es implícito. Las Circunstancias especiales pueden existir si se sospecha de abuso infantil.

### Leyes para los socorristas de primeros auxilios
En algunas jurisdicciones, las leyes del Buen Samaritano solo protegen a los que han completado la formación básica de primeros auxilios y son certificados por las organizaciones de salud, tales como la Asociación Americana del Corazón, la Cruz Roja Americana, o ambulancias St. John, siempre que hayan actuado dentro del ámbito de su formación. En estas jurisdicciones, una persona que no es no ha sido entrenada en primeros auxilios, ni certificada y que realiza los primeros auxilios de forma incorrecta, aún puede ser considerado legalmente responsable de los errores cometidos. En otras jurisdicciones, cualquier socorrista está protegido de la responsabilidad, siempre y cuando el socorrista actuó racionalmente. En la Florida, los paramédicos y técnicos sanitarios están protegidos por ley de responsabilidad, a menos que fueran imprudentes.
En Canadá, los actos de los buenos samaritanos son un poder provincial. Cada provincia tiene su propio acto, como Ontario y los respectivos actos Samaritanos de Columbia Británica; solo en los actos de emergencias médicas Alberta y los actos de servicios voluntarios de Nueva Escocia en Quebec, una jurisdicción de derecho civil, una persona tiene el deber general de responder, como escrito en la Carta de Quebec de los Derechos Humanos y las Libertades. En Columbia Británica, las personas tienen el deber de responder solo cuando un niño está en peligro.
Un ejemplo de una legislación canadiense prevista aquí, de la ley de Ontario del buen Samaritano, de 2001,en la sección 2:
La Protección de la responsabilidad 2. (1) A pesar de las normas del derecho común, una persona descrita en el inciso (2) quien voluntariamente y sin expectativa razonable de retribución o recompensa ofrece los servicios descritos en el citado apartado no se hace responsable por daños que resulten de la negligencia de la persona en calidad o en su defecto para actuar al mismo tiempo proporcionar los servicios, salvo que se pruebe que los daños fueron causados por una negligencia grave de la persona.

## Europa
Mientras que las leyes de Estados Unidos se centran en la responsabilidad de protección de los que optan por ayudar en una situación que no provocó, la ley europea acusa como delito la falta de ayuda en tal situación. Hoy en día, en Europa, las personas que no ayudan se pueden hacer frente a procesamientos.

## Comparación con el deber de prestar auxilio
Las Leyes del Buen Samaritano se pueden confundir con el deber de rescate, como se describió anteriormente. Los enfoques de los Estados Unidos y Canadá difieren en este asunto. En el marco del derecho común, Las leyes del Buen Samaritano proporcionan una defensa contra agravios derivados de la tentativa de rescate. Esas leyes no constituyen una obligación de rescate, como el existente en algunos países de derecho civil, y en el derecho común, en determinadas circunstancias. Sin embargo, el deber de prestar auxilio en los que existe puede entrañar por sí misma un escudo de la responsabilidad, por ejemplo, bajo la ley alemana de "Unterlassene Hilfeleistung" (un delito con arreglo a proporcionar los primeros auxilios cuando sea necesario), un ciudadano está obligado a proporcionar los primeros auxilios cuando necesario y es inmune a ser juzgado si la ayuda dada de buena fe resulta ser perjudicial. En Canadá, todas las provincias con excepción de Quebec operan sobre la base del Derecho Común Inglés. Quebec opera bajo sistema de derecho civil, basado en parte en el Código de Napoleón, y el principio del deber de rescatar es de aplicación.
Para ilustrar una variación en el concepto del deber de prestar auxilio, en la provincia canadiense de Ontario, los actos de la Salud y Seguridad Ocupacional prevén a todos los trabajadores con el derecho a negarse a realizar un trabajo inseguro. Hay, sin embargo, excepciones específicas a este derecho. Cuando la vida ", la salud o seguridad de otra persona está en riesgo", entonces los grupos específicos, incluyendo oficiales de policía ", los bomberos, o empleados de un hospital, clínica u otro tipo de trabajador de la salud (incluyendo EMS)" están específicamente excluidos del derecho a rechazar un trabajo peligroso.

## En la cultura popular
La ley del buen samaritano apareció en mayo de 1998 en los finales de la popular serie NBC comedia de situación Seinfeld, en la cual los cuatro principales personajes del show eran perseguidos y condenados a un año de cárcel por burlarse de un hombre con sobrepeso que estada siendo robado a punta de pistola, en lugar de ayudarlo. En realidad, mientras que en Massachusetts (donde el crimen de ficción se había cometido) tiene una ley que exige a los transeúntes reportar un crimen en progreso, el castigo más estricto que los personajes podrían haber sufrido en esas circunstancias el cual sería una multa de $ 500 - $ 2500 (asumiendo que se procesó bajo la ley estatal), además, la frase "ley de Buen Samaritano", cuando se utiliza en Massachusetts, se refiere únicamente a la definición del derecho civil y no tiene ninguna relevancia real a la ley bajo la cual Jerry Seinfeld y sus amigos fueron juzgados (el cual habría sido considerado un deber de rescate).